# مانسانکه
مانسانکه (به اسپانیایی: Manzaneque) یک شهرستان در اسپانیا است که در استان تولدو واقع شده‌است.

## خصوصیات
مانسانکه ۱۲ کیلومترمربع مساحت و ۴۵۵ نفر جمعیت دارد و ۷۱۵ متر بالاتر از سطح دریا واقع شده‌است.